# -I'll-
«I'll» es un sencillo de Dir en Grey. Fue lanzado el 12 de agosto de 1998

## Lista de temas
| N.º | Título        | Duración |  |
| 1.  | «-I'll-»      | 4:31     |  |
| 2.  | «虜» (Toriko) | 4:29     |  |

## Personal
- DIR EN GREY: producción
  - Kyo: Vocalista, escritor
  - Kaoru: Guitarra
  - Die: Guitarra
  - Toshiya: Bajo
  - Shinya: Batería